# Pachon
Pour les articles homonymes, voir Pachon (homonymie).
 (août 2019).
Si vous disposez d'ouvrages ou d'articles de référence ou si vous connaissez des sites web de qualité traitant du thème abordé ici, merci de compléter l'article en donnant les références utiles à sa vérifiabilité et en les liant à la section « Notes et références ».
Dans l'Égypte antique, Pachon (ou Pakhon, Pachons), signifiant celui de Khonsou, est le neuvième mois du calendrier nilotique (basé sur la crue du Nil). C'est le premier mois de la saison Chémou.
Ce mois correspond à mars-avril, précisément du 16 mars au 14 avril.

## Symbolisme
Lors de ce mois, à la pleine lune, était sacrifié un porc lors d'une fête en souvenir du mythe où Seth transformé en cochon sauvage pourchassa Osiris qui se réfugia sur la Lune mais aussi du mythe où Seth toujours sous l'apparence d'un porcin blessa l'œil d'Horus, œil qui symbolisait précisément la Lune.
« Seth est rapproché de Typhon par Plutarque, identifié au principe du mal, souvent représenté par un porc ou sanglier noir dévorant la lune, où l’âme de son frère, Osiris le bienfaiteur (Le Grand Noir : Kem Our), s’est réfugiée. »

Sur le zodiaque de Dendérah, nous trouvons un cercle (interprété comme une éclipse de soleil) contenant la déesse Isis qui tient un animal. La gravure étant bien abîmée, il est difficile de déterminer de quel animal il s'agit.  L'interprétation (admise par le Louvre où se trouve le zodiaque) est qu'il s'agit d'un babouin (symbolisant le dieu Thot et la lune). Isis le retiendrait par la queue afin de l'empêcher d'obscurcir le soleil. Une autre hypothèse a été proposée : il s'agirait d'un porc ou d'un sanglier que la déesse tient par la patte arrière. Ce suidé serait le symbole du dieu Seth.
Cette assimilation au dieu Seth a fait de l'animal un tabou religieux dont l'impopularité a suivi celle du dieu. À la Basse époque le dieu Seth ne portant plus que des valeurs négatives, l'image du porc est devenue elle-aussi très négative.
Cependant, cet aspect négatif du porc n'a pas rebuté les anciens Égyptiens, puisqu'ils en consommaient régulièrement.

## Khonsou, le dieu Lunaire
La pleine lune de Pachôns est aussi associée au dieu Khonsou (ou Chonsou, Chons, Khensou, Khons) « le voyageur ».
Khonsou est à l'origine un obscur dieu lunaire, rarement évoqué dans les sources jusqu'au Nouvel Empire. Cannibale, associé aux maladies, c'est alors une divinité terrifiante. Son culte ne prend son essor qu'à la XVIIIe dynastie, lorsqu'il est identifié à l'enfant d'Amon et de Mout pour former la « triade thébaine ».
Il devient un dieu rassurant, protecteur, guérisseur, ainsi que le symbole du rajeunissement éternel, à l'instar de la Lune qui redevient pleine à la fin de chacun de ses cycles.
Le mois Pakhon lui est dédié.